# Yukikaze (Schiff, 1940)
Die Yukikaze (japanisch 雪風 ‚Schneewind‘) war ein Zerstörer der Kagerō-Klasse der Kaiserlich Japanischen Marine der im Zweiten Weltkrieg zum Einsatz kam und später im Dienst der Marine der Republik China.

## Geschichte

### Bau
Der Bauauftrag für die spätere Yukikaze wurde im Rahmen des 3. Kreis-Bauprogramms (Maru 3 Keikaku) von 1937, als Baunummer 24, an die Marinewerft in Sasebo vergeben. Diese legte den Rumpf am 2. August 1938 auf Kiel und das zu Wasser lassen erfolgte am 24. März 1939. Die Indienststellung erfolgte am 20. Januar 1940 unter dem Kommando von Kaigun-chūsa (Fregattenkapitän) Koga Yasuji.

### Einsatzgeschichte
Die Yukikaze war an mehreren Schlachten in Südostasien beteiligt. Der Zerstörer bildete zusammen mit den Zerstörern Isokaze und Hamakaze den Begleitschutz für den Flugzeugträger Shinano als dieser am 29. November 1944 von einem US-U-Boot versenkt wurde. Am 30. Juli 1945 wurde das Schiff durch einen Minentreffer bei Miyazu beschädigt. Nach der Kapitulation Japans erfolgte im Jahr 1947 die Übergabe des Schiffes als Reparation an die Republik China. Dort wurde es als Tan Yang (chinesisch 丹陽) in den Dienst der Marine der Republik China gestellt. Im Jahr 1971 wurde es in Kaohsiung verschrottet.